# أحمد عبد الله طعيمة
أحمد عبد الله طعيمة (9 مايو 1922 - 18 سبتمبر 2003) هو أحد الضباط الاحرار الذين قاموا بثورة 23 يوليو 1952، كان عضوا بالمجلس الأعلى لهيئة التحرير. عين في 24 أكتوبر 1959 وزيراً للأوقاف في وزارة نور الدين طراف.

## حياته ونشأته
أحمد عبدالله طعيمة من مواليد 9 مايو 1922 تخرج في الكلية الحربية عام 1940 وتخرج في كلية أركان الحرب عام 1950 وعين مدرسا بها ثم مسئولا عن هيئة التحرير، وهو أول تنظيم سياسي شعبي للثورة عام 1953 وعين سكرتيراً عاماً مساعداً للإتحاد القومى، الذي حل محل هيئة التحرير وكان عضوا في أول برلمان في عهد الثورة عام 1957 ووزيرا للأوقاف من عام 1959 إلى عام 1961 وعمل سفيرا لمصر في الأرجنتين من عام 1963 حتى عام 1964 وتولى مسئولية الأمانة العامة للاتحاد الاشتراكى العربى في عام 1965 ثم عين وزيرا برئاسة الجمهورية حتى عام 1974 .

## الانضمام لتنظيم الضباط الأحرار
كان عضواً في جماعة الإخوان المسلمين لكنه انقطع عنها بسبب تبنيها لأعمال القتل والاغتيالات، وكانت تربطنه علاقة صداقة بالصاغ وحيد رمضان فأخبره في الانضمام إلى الضباط الأحرار فقبل على الفور وذهب إلى الرئيس جمال عبد الناصر والمشير عبد الحكيم عامر وبعد أيام قليلة أخبره عبد الحكيم بأن أقابل عبد الناصر في كازينو أوبرا وأعطاه رسالة له عن عزيز باشا المصرى وكان هدف اللقاء اعطاء الفرصة لعبد الناصر، ليتعرف عليه، وبعد التخرج من كلية أركان الحرب في عام 1950 عين بالكتيبة السابعة مشاة ومقرها رفح ونجح في تكوين خلية موالية للضباط الأحرار في تلك الكتيبة ومن خلال هذه الكتيبة ربطته علاقات قوية مع عبد الحكيم عامر وصلاح سالم وأنور السادات وقد شارك في الثورة بتلك الكتيبة، وأشاد به الرئيس عبد الناصر.

## مناصب
- تولي مسئولية وزارة الأوقاف في الفترة من عام 1959 وحتى عام 1961، رغم ان من المتعارف عليه أن من يتولى هذا المنصب يكون من بين خريجى الأزهر، فلم يكن يريد أن يكون وزيراً للأوقاف ولم تكن لى علاقة بالأوقاف، وغضب وأقسم لن يذهب إلى الوزارة وبالفعل مكثت أسبوعاً ولم يذهب ولكن بعد إقناع أمه له .

## إسهامات
- عمل علي تسجيل القرآن الكريم على اسطوانات بصوت الشيخ محمود خليل الحصرى لأول مرة في التاريخ الإسلامى.
- أولي عناية خاصة بالمساجد وتحفيظ القرآن وكان لى الفضل في أعداد وطبع كتاب المنتخب في تفسير القرآن وفقه السنة وموسوعة جمال عبد الناصر للفقه الإسلامى.
- حسم أزمة مارس لصالح عبد الناصر.